# Роденберг (місто)
Роденберг (нім. Rodenberg) — місто в Німеччині, розташоване в землі Нижня Саксонія. Входить до складу району Шаумбург. Центр об'єднання громад Роденберг.
Площа — 15,6 км2. Населення становить 6502 ос. (станом на 31 грудня 2021).

## Галерея

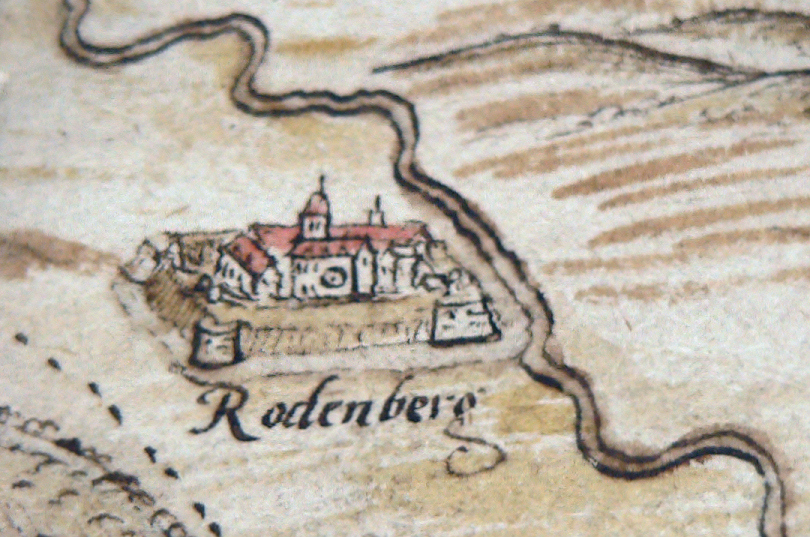
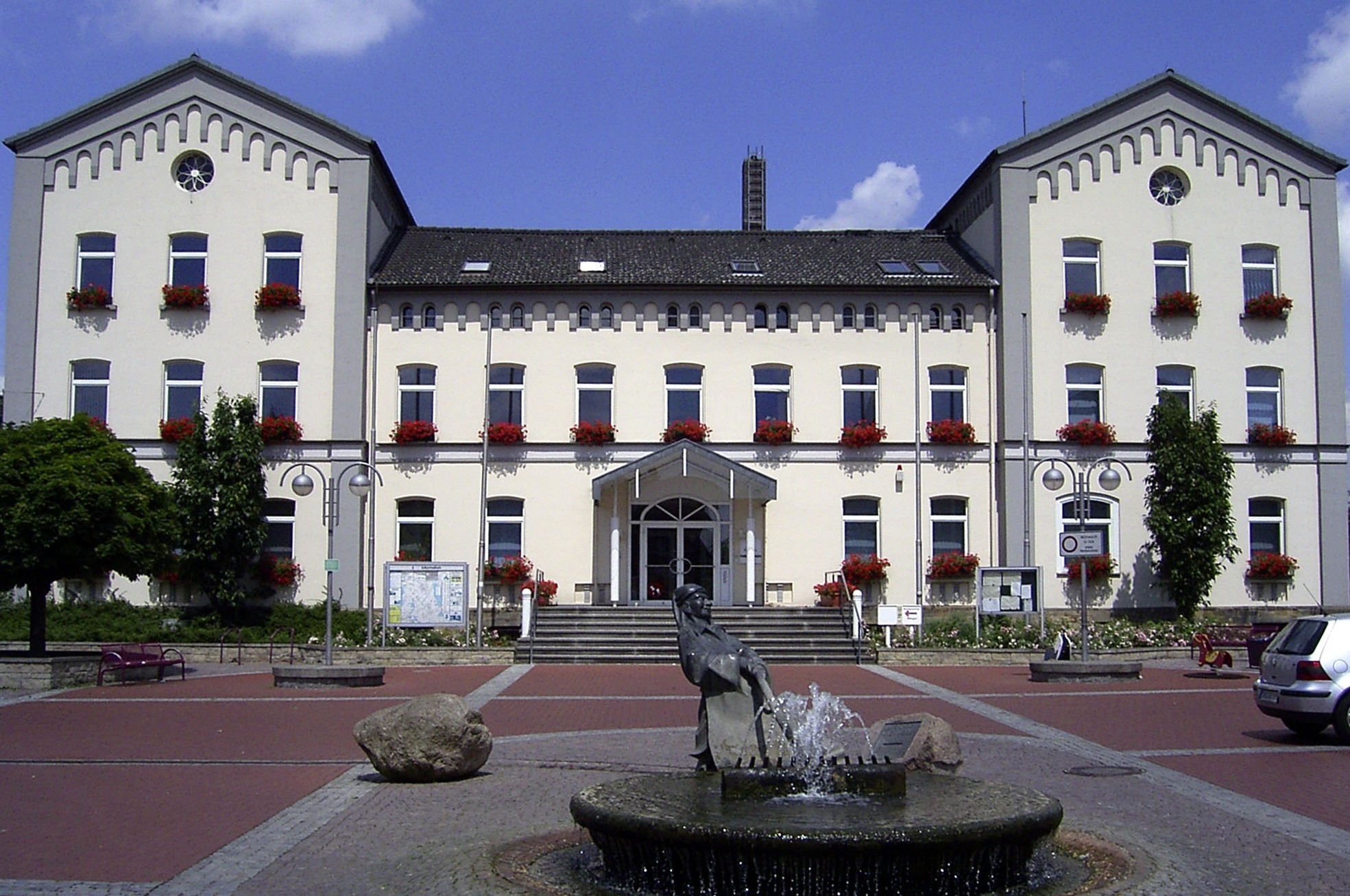
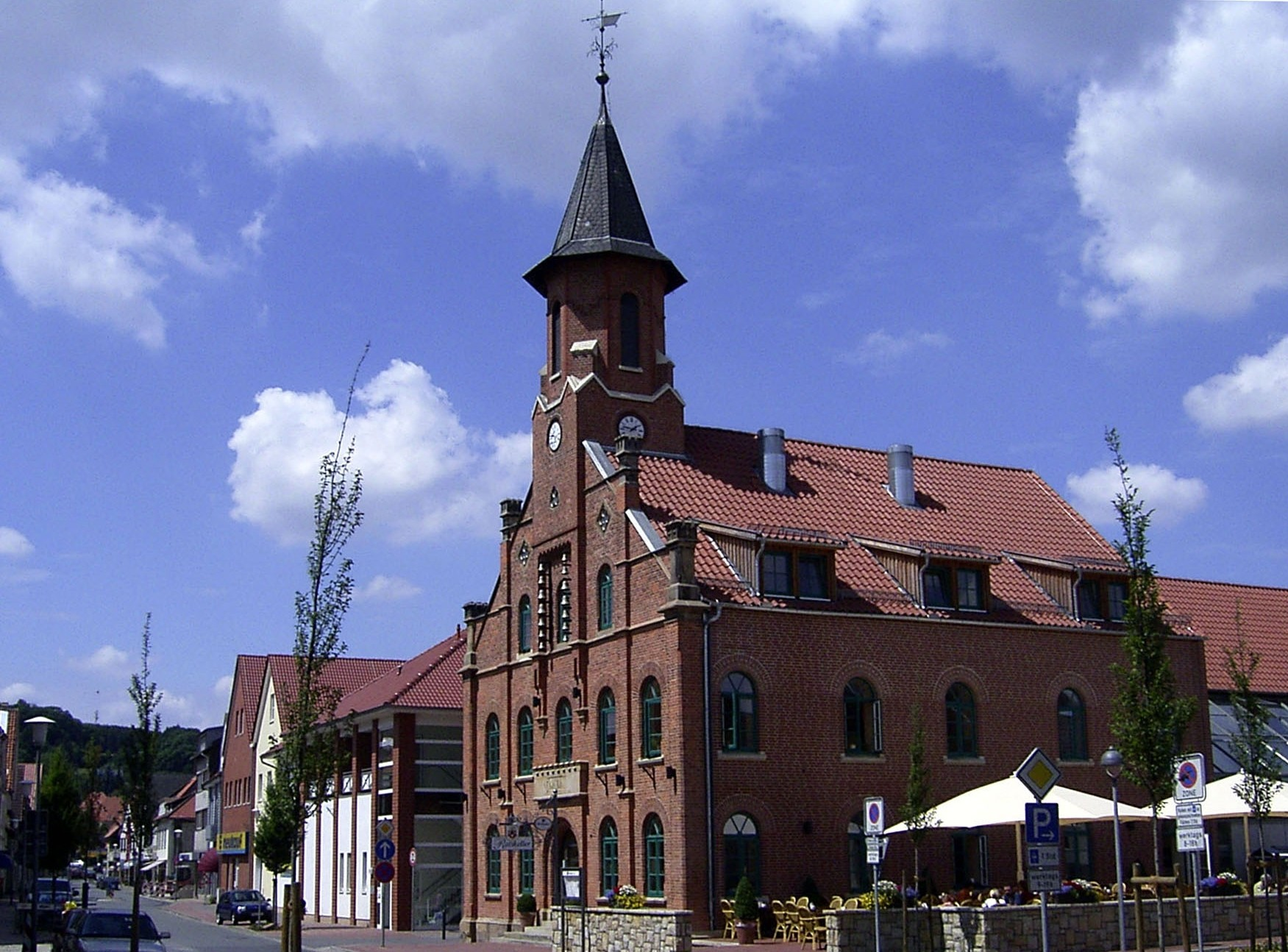
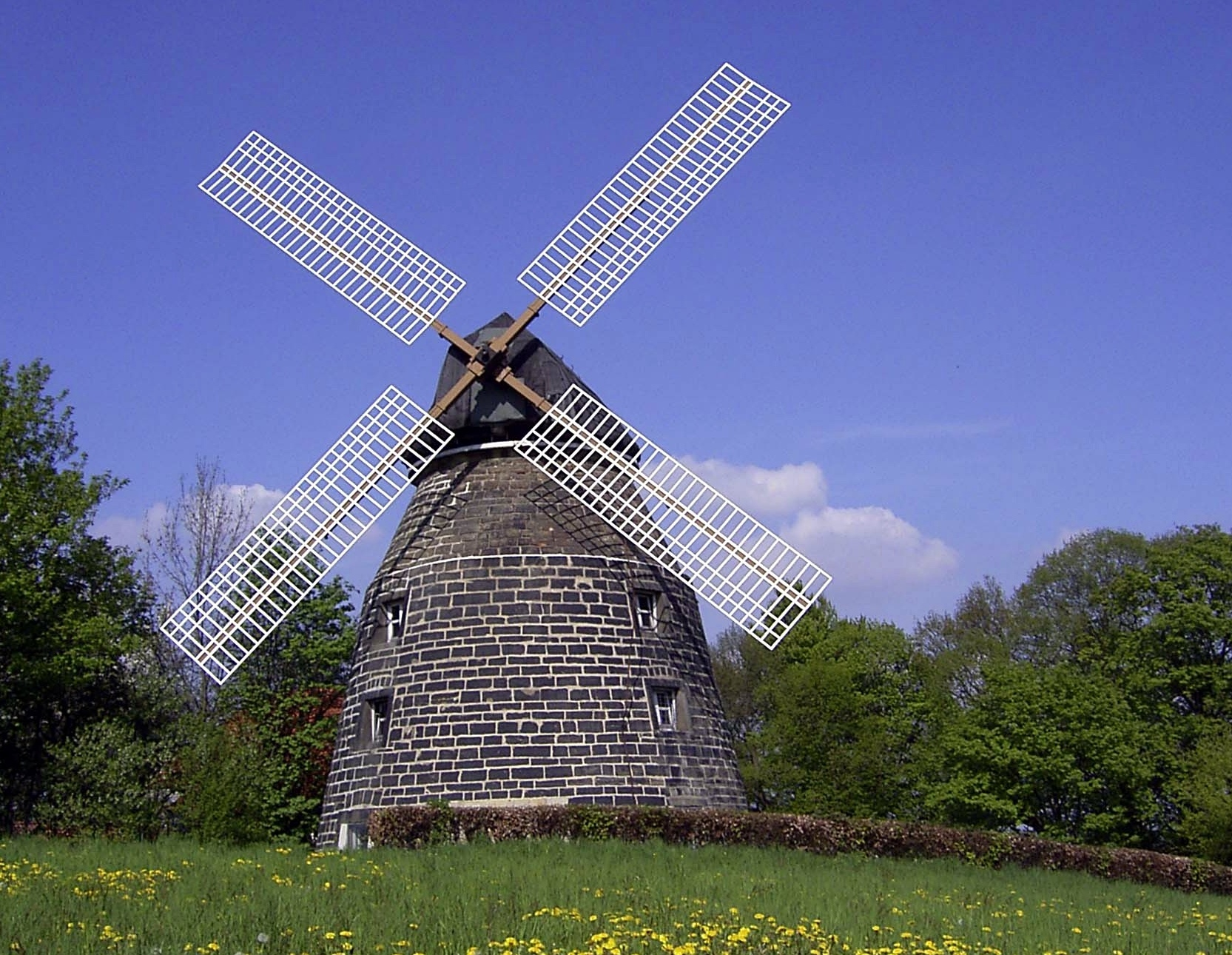
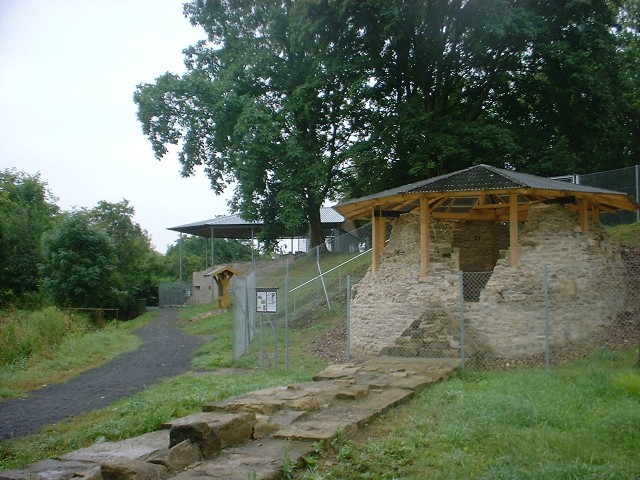
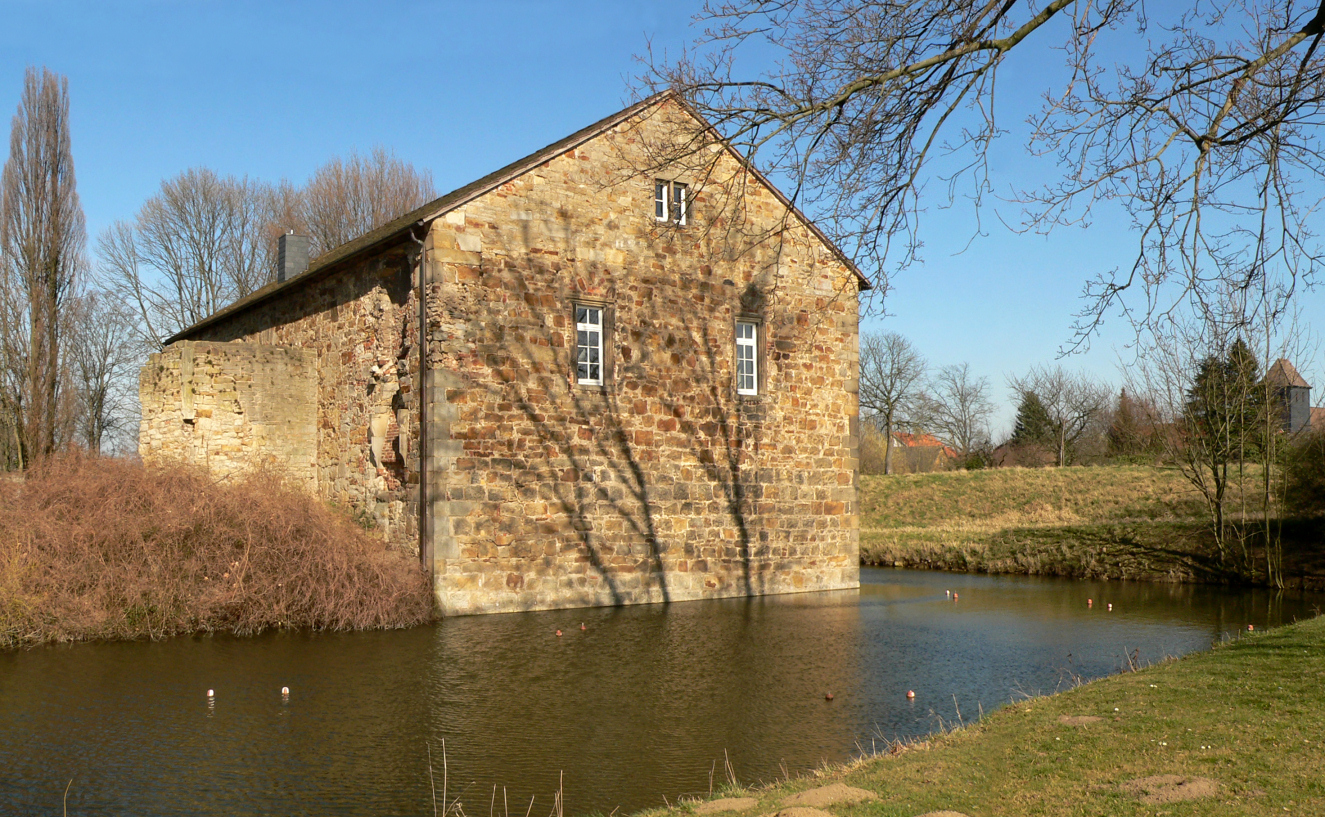